# ماروستیکا
ماروستیکا (به ایتالیایی: Marostica) یک کومونه در ایتالیا است که در استان ویچنزا واقع شده‌است.

## خصوصیات
ماروستیکا ۳۶ کیلومترمربع مساحت و ۱۳٬۸۲۴ نفر جمعیت دارد و ۱۰۳ متر بالاتر از سطح دریا واقع شده‌است.

## خواهرخوانده
شهرهای مونتینیه لو بروتونو، سائو برناردو دو کامپو و مینیانو مونته لونگو خواهرخوانده‌های ماروستیکا هستند.